# ヘキサフルオロケイ酸
ヘキサフルオロケイ酸（ヘキサフルオロケイさん、英hexafluorosilicic acid）は、化学式 H2SiF6 で表される無機化合物。フルオロケイ酸、ケイフッ化水素酸とも呼ばれる。

## 合成法
二酸化ケイ素とフッ化水素酸との反応、四フッ化ケイ素と水との反応などで得られる。フッ化水素酸によるガラスの腐食で発生するのは前者の反応による。
{\displaystyle {\ce {{SiO2}+ 6HF(aq) -> {H2SiF6}+ 2H2O}}}
{\displaystyle {\ce {{3SiF4}+ 4H2O -> {2H2SiF6}+ Si(OH)4}}}

## 性質
常温では無色の液体。水と容易に混和し、水溶液として販売されている。水溶液は強い二塩基酸であり、皮膚・気道・眼球、ガラス・陶器、金属を腐食する。保管にはポリエチレンやフッ素樹脂製の容器が使われる。経口摂取した場合の半数致死量は430mg/kgであり、蒸気の吸収により肺水腫を引き起こす場合もある。不燃性であるが、加熱により分解し、フッ化水素のフュームを生じる。金属との反応により水素を生じる。

## 用途
鉛の電解精錬、金属の表面処理、陶磁器の硬化促進剤、繊維の媒染剤などに用いられる。アメリカ合衆国では、水道水フッ化物添加に使用されている
。